# Comuna Vuzlove, Radehiv
Vuzlove (în ucraineană Вузлове) este o comună în raionul Radehiv, regiunea Liov, Ucraina, formată din satele Babîci, Nestanîci, Rakovîșce, Șainohî și Vuzlove (reședința).

## Demografie
Componența lingvistică a comunei Vuzlove
     Ucraineană (99,73%)
     Alte limbi (0,27%)
Conform recensământului din 2001, majoritatea populației comunei Vuzlove era vorbitoare de ucraineană (99,73%), existând în minoritate și vorbitori de alte limbi.